# 三本松町 (名古屋市)
三本松町（さんぼんまつちょう）は、愛知県名古屋市熱田区の地名。丁番を持たない単独町名である。住居表示実施。

## 地理
名古屋市熱田区東部に位置する。東は花表町・瑞穂区、西から南は花表町、北は六野二丁目に接する。

## 歴史

### 町名の由来
由来は未詳だが、三本松に類する地名は旧街道沿いに多く見られ、何らかの目印が置かれていたとみられる。

### 沿革
- 1939年（昭和14年）4月1日 - 熱田区熱田東町の一部により、同区三本松町として成立[1]。
- 1958年（昭和33年）1月16日 - 一部が瑞穂区三本松町として分離する[1]。
- 1970年（昭和45年）10月21日 - 瑞穂区三本松町が同区牛巻町に編入され消滅[9]。
- 1978年（昭和53年）6月25日 - 熱田東町・六野町・花表町の各一部を編入する[1]。また、一部が花表町に編入される[1]。

## 世帯数と人口
2018年（平成30年）12月1日現在の世帯数と人口は以下の通りである。
| 町丁     | 世帯数    | 人口    |
| -------- | --------- | ------- |
| 三本松町 | 1,035世帯 | 2,019人 |

## 学区
市立小・中学校に通う場合、学校等は以下の通りとなる。ちなみに、小・中学校は学校選択制度を導入しておらず、番毎で各学校に指定されている。また、公立高等学校全日制普通科に通う場合の学区は以下の通りとなる。
| 小学校                                    | 中学校                                  | 高等学校 |
| ----------------------------------------- | --------------------------------------- | -------- |
| 名古屋市立旗屋小学校 名古屋市立白鳥小学校 | 名古屋市立沢上中学校 名古屋市立宮中学校 | 尾張学区 |

## 交通
名古屋鉄道（名鉄）
■ 名古屋本線・■ 常滑線 神宮前駅

## 施設
- 名古屋市立南特別支援学校
- ふりかけ地蔵[7]
- 名古屋四季劇場（2026年夏移転予定）
- 神宮東あじさい公園

1984年（昭和59年）11月20日供用開始。

## その他

### 日本郵便
- 郵便番号 : 456-0032[4]（集配局：熱田郵便局[13]）。